# 카손첼리
카손첼리(이탈리아어: casoncelli, 단수: casoncello 카손첼로[*]) 또는 카손세이(롬바르디아어: casonsei) 이탈리아의 파스타이다. 소를 넣은 파스타의 일종으로 롬바르디아 주에서 전통적으로 먹는 파스타이다.
속은 빵 부스러기, 달걀, 치즈, 쇠고기, 살라미나 소시지, 시금치, 비스킷, 배, 마늘 등을 섞은 것으로 채운다. 대표적인 카손첼리 요리는 alla bergamasca이며 보통 세이지 잎으로 맛을 낸 녹인 버터(burro e salvia)와 같이 먹는 경우가 많다.

## 같이 보기
- 카순치에이